# جواو لوكاس كاردوسو
جواو لوكاس كاردوسو (8 يونيو 1991 في البرازيل - ) هو لاعب كرة قدم برازيلي في مركز الدفاع. لعب مع نادي بونتي بريتا.

## وصلات خارجية
- جواو لوكاس كاردوسو على موقع قاعدة بيانات كرة القدم.إي يو (الإنجليزية)
- جواو لوكاس كاردوسو على موقع Soccerway.com (الإنجليزية)